# Calotte glaciaire Penny
La calotte glaciaire Penny (anglais : Penny Ice Cap) est une calotte glaciaire du Canada située sur l'île de Baffin dans le parc national Auyuittuq.

## Géographie
La calotte glaciaire Penny est située dans le parc national Auyuittuq. Elle a une superficie de 6 000 km2 et une épaisseur de 300 m. Son sommet est situé à environ 2 100 m. 